# Aram Iljič Hačaturjan
Aram Iljič Hačaturjan (armensko: Արամ Խաչատրյան, rusko Арам Ильич Хачатурян), armenski skladatelj klasične glasbe, * 6. junij 1903, Tbilisi, sedaj Gruzija, † 1. maj 1978, Moskva, Sovjetska zveza (sedaj Rusija).

## Življenje
Hačaturjan je v Moskvi študiral glasbo pod vodstvom Nikolaja Jakovljeviča Mjaskovskega (1881-1950) in Mihaila Fabijanoviča Gnesina (1883-1957). Leta 1951 je postal profesor na moskovskem Državnem glasbenem in pedagoškem institutu Gnesini ter na Moskovskem konzervatoriju.
Kljub temu da so ga leta 1948 skupaj s Šostakovičem, Prokofjevim idr. kritizirali, da se je »oddaljil s prave poti sovjetske glasbe«, je pozneje bil »zaslužni umetnik ZSSR«, delegat Vrhovnega sovjeta, član Sveta za svetovni mir in dopisni član Akademije umetnosti NDR. Uglasbil je tudi himno Armenske SSR, ki se je uporabljala do leta 1991.
Hačaturjan je upodobljen tudi na bankovcih za 50 armenskih dramov, ki so bili v obtoku med letoma 1998 in 2004.

## Delo
Med njegova dela (v večini se kažejo vplivi armenske ljudske glasbe) spadajo koncerti za violino, violončelo in klavir, tri simfonije ter baleta Spartak in Gajane. Uvertura v Gajane, Ples s sabljami, je verjetno njegovo najbolj znano delo. Skomponiral je tudi nekaj filmske glasbe. Glasbo iz Spartaka so v 70. letih uporabili tudi v priljubljeni BBC-jevi nanizanki The Onedin Line.

### Gajane
Balet Gajane ni posvečen pomembni svetnici iz armenske verske zgodovine, kot bi lahko najprej pomislili, temveč je vsebina zvesta duhu socializma. Gajane je namreč obiralka bombaža v kolhozu na jugu Armenije, ki se želi ločiti od moža Gika, ki ima težave z alkoholom. Ta jo zato rani, zažge njen pridelek bombaža in otroka vzame za talca. Mejna patrulja Rdeče armade (zgodba se namreč odvija na začetku druge svetovne vojne) da Gika zapreti, Gajane pa se zaljubi in poroči z njenim poveljnikom. Poroka da skladatelju priložnost, da predstavi nekaj armenskih, gruzinskih, in ukrajinskih prazničnih plesov, vključno s prej omenjenim kurdskim Plesom s sabljo.
Balet, ki temelji na glasbi skladateljevega dela Sreča iz leta 1939 in na libretu Konstantina Deržavina, je bil prvič uprizorjen leta 1942 v Permu, kamor se je umaknil ansambel leningrajskega gledališča Kirov (današnje Marijino gledališče), leta 1943 je skladatelj zanj prejel Stalinovo nagrado.

### Spartak
Balet Spartak je posvečen znanemu tračanskemu sužnju, ki se je uprl Rimljanom. Poleg ideoloških razlogov (Marx je namreč videl Spartaka kot prvega proletarskega junaka), je skladatelja nedvomno navdihnilo tudi to, da je Kras, ki je premagal Spartakove čete, padel med vojaško odpravo, ki ga je zanesla v zgodovinsko Armenijo. 
Balet je bil dokončan leta 1954 in prvič uprizorjen dve leti kasneje v leningrajskem Kirovovem gledališču. Leta 1959 je bil nagrajen z Leninovo nagrado.

### Ples v maskah
Lermontovova drama Ples v maskah, kjer glavni junak svetoboljnež Jevgenij Arbenin iz ljubosumja zastrupi sicer nedolžno ženo Nino, je navdihnila mnoge sovjetske skladatelje, tudi Hačaturjana, da je napisal 5 plesnih stavkov: Valček, Nokturno, Mazurka, Romanca in Galop.